# Rallye d'Argentine 2018
Le Rallye d'Argentine 2018 est le 5e rallye du Championnat du monde des rallyes 2018. Il se déroule du 26 au 29 avril 2018 sur 18 épreuves spéciales. Il est remporté par le duo estonien Ott Tänak et Martin Järveoja, qui s'adjugent ainsi leur premier rallye de la saison et leur troisième en WRC. C'est aussi leur première victoire avec Toyota.

## Engagés
| no                  | Engagé                      | Pilote                  | Copilote               | Voiture               | Pneus |
| ------------------- | --------------------------- | ----------------------- | ---------------------- | --------------------- | ----- |
| Engagés WRC         |                             |                         |                        |                       |       |
| 1                   | M-Sport Ford WRT            | Sébastien Ogier         | Julien Ingrassia       | Ford Fiesta WRC       | M     |
| 2                   | M-Sport Ford WRT            | Elfyn Evans             | Daniel Barritt         | Ford Fiesta WRC       | M     |
| 3                   | M-Sport Ford WRT            | Teemu Suninen           | Mikko Markkula         | Ford Fiesta WRC       | M     |
| 4                   | Hyundai Shell Mobis WRT     | Andreas Mikkelsen       | Anders Jæger-Synnevaag | Hyundai i20 Coupe WRC | M     |
| 5                   | Hyundai Shell Mobis WRT     | Thierry Neuville        | Nicolas Gilsoul        | Hyundai i20 Coupe WRC | M     |
| 6                   | Hyundai Shell Mobis WRT     | Dani Sordo              | Carlos del Barrio      | Hyundai i20 Coupe WRC | M     |
| 7                   | Toyota Gazoo Racing WRT     | Jari-Matti Latvala      | Miikka Anttila         | Toyota Yaris WRC      | M     |
| 8                   | Toyota Gazoo Racing WRT     | Ott Tänak               | Martin Järveoja        | Toyota Yaris WRC      | M     |
| 9                   | Toyota Gazoo Racing WRT     | Esapekka Lappi          | Janne Ferm             | Toyota Yaris WRC      | M     |
| 10                  | Citroën Total Abu Dhabi WRT | Kris Meeke              | Paul Nagle             | Citroën C3 WRC        | M     |
| 11                  | Citroën Total Abu Dhabi WRT | Craig Breen             | Scott Martin           | Citroën C3 WRC        | M     |
| 12                  | Citroën Total Abu Dhabi WRT | Khalid Al-Qassimi       | Chris Patterson        | Citroën C3 WRC        | M     |
| Engagés WRC-2       |                             |                         |                        |                       |       |
| 31                  | Škoda Motorsport            | Pontus Tidemand         | Jonas Andersson        | Škoda Fabia R5 (en)   | M     |
| 32                  | Gus Greensmith              | Gus Greensmith          | Craig Parry            | Ford Fiesta R5        | M     |
| 33                  | Pedro Heller                | Pedro Heller            | Pablo Olmos            | Ford Fiesta R5        | M     |
| 34                  | Marco Bulacia Wilkinson     | Marco Bulacia Wilkinson | Fernando Mussano       | Ford Fiesta R5        | M     |
| 35                  | Škoda Motorsport            | Kalle Rovanperä         | Jonne Halttunen        | Škoda Fabia R5 (en)   | M     |
| 36                  | Nil Solans                  | Nil Solans              | Miquel Ibañez          | Ford Fiesta R5        | D     |
| 37                  | Gustavo Saba                | Gustavo Saba            | Marcelo der Ohannesian | Škoda Fabia R5 (en)   | D     |
| 38                  | Diego Dominguez             | Diego Dominguez         | Edgardo Galindo        | Hyundai i20 R5        | D     |
| 39                  | Tiago Weiler                | Tiago Weiler            | Fabian Cretu           | Škoda Fabia R5 (en)   | D     |
| 40                  | M-Sport Ford WRT            | Alberto Heller          | José Díaz              | Ford Fiesta R5        | M     |
| Autre engagé majeur |                             |                         |                        |                       |       |
| 81                  | OC Veiby                    | Ole Christian Veiby     | Stig Rune Skjærmoen    | Škoda Fabia R5 (en)   | M     |
| Source:             |                             |                         |                        |                       |       |

## Déroulement de l’épreuve
Le rallye débute le jeudi soir par une courte spéciale urbaine tracée dans la ville de Villa Carlos Paz. Elle est remportée par Thierry Neuville, tandis que Craig Breen n'est que 24e car pénalisé de dix secondes pour avoir pointé en retard.
Le lendemain propose deux boucles identiques de trois spéciales séparées par une super spéciale. La première spéciale se dispute dans des conditions très poussiéreuses, ce qui gêne les pilotes, si bien que c'est Sébastien Ogier, qui s'est élancé premier, qui l’emporte, le deuxième Andreas Mikkelsen est déjà relégué à 4 s, tandis qu'Ott Tänak est à plus de vingt secondes à cause d'un tête-à-queue. Cependant, ce dernier va corriger le tir en remportant les deux spéciales suivantes, ce qui lui permet, corrélé aux difficultés d'Ogier dues au balayage, de pointer en tête à la mi-journée, 0 s 8 devant Andreas Mikkelsen, 3 s 1 devant Kris Meeke et 4 s 5 devant Ogier. Le grand perdant de la matinée est Jari-Matti Latvala qui a heurté un rocher lors d'une sortie de piste, ce qui l'a contraint à l'abandon, les dégâts étant trop importants.
L'après-midi voit l’Estonien toujours aussi dominateur puisqu'il s'adjuge les trois spéciales au programme, avec notamment une ES6 quoique longue de 16,65 km remportée avec plus de 8 s d'avance sur le deuxième, Meeke. Cette spéciale est moins heureuse pour Mikkelsen qui y perd une quarantaine de secondes à cause d'une crevaison. Ainsi, à la fin de la journée, Tänak est largement leader, 22 s 7 devant Meeke et 28 s 6 devant Neuville. Ogier, qui ne balaiera plus du rallye, est 5e à 36 s 4.
La journée du samedi est composée à nouveau de deux boucles identiques de trois spéciales séparées par la même super spéciale que la veille. La boucle matinale voit une nouvelle fois Ott Tänak surclasser la concurrence en remportant les trois spéciales. Les deux dernières (ES10 et ES11) sont d'ailleurs disputées dans le brouillard, rendant le rôle des copilotes encore plus crucial. Par exemple, Thierry Neuville s'est fait une chaleur dans l'ES10 et pointe « une mésentente avec son copilote » Nicolas Gilsoul. L'ES11, longue de plus de 40 km, est dans ces conditions décisive, et alors que Tänak domine les débats, Sébastien Ogier, trop prudent, y lâche plus de 50 s sur l'Estonien. Les écarts sont donc conséquents à la mi-journée, avec Tänak premier et seuls Neuville et Meeke sous la minute (43 s 1 et 51 s 3 respectivement). Ogier est toujours 5e, mais accuse désormais un retard de 1 min 49 s 6.
L'après-midi, où les mêmes spéciales sont empruntées, est encore sous domination estonienne, Tänak signant le meilleur temps lors des deux premières spéciales. Il conforte ainsi son avance au général. Le deuxième passage sur la spéciale longue de plus de 40 km est tout comme le premier décisif car Kris Meeke y crève et concède 2 min 28 s 4, chutant à la huitième place au général. Daniel Sordo, auteur du scratch, est maintenant troisième. Ainsi, samedi soir, Tänak est solide leader, précédant de 46 s 5 Neuville et de 1 min 08 s 2 Sordo. Ogier est lui 4e à presque deux minutes du leader, tandis que Kalle Rovanperä, au volant d'une Škoda Fabia R5 de la catégorie WRC-2, mène cette dernière pointe à la 10e place.
L'ultime journée du rallye ne propose que trois spéciales dont deux passages dans la spéciale d'El Cóndor, le deuxième constituant la Power Stage. Cette spéciale, toute en montée, attire énormément de spectateurs (100 000 spectateurs) et est l'une des plus célèbres de la saison. Andreas Mikkelsen y signe le premier meilleur temps. La spéciale suivante est remportée par Neuville, Tänak s'appliquant désormais à gérer son avance. Vient enfin l'ultime spéciale où le Belge l'emporte à nouveau, empochant 5 points supplémentaires, le rival au championnat Ogier termine lui deuxième et prend 4 points. Surtout, Ott Tänak et Martin Järveoja remportent leur premier rallye de la saison et leur troisième en WRC, en s'adjugeant 10 des 18 spéciales de l'épreuve et en reléguant la concurrence, excepté le deuxième Neuville, à plus d'une minute. C'est aussi leur première victoire avec Toyota. Pontus Tidemand termine lui premier de la catégorie WRC-2 et dixième au général.

## Résultats

### Classement final
| Position           | Position | no | Pilote            | Copilote               | Équipe                      | Voiture               | Temps             | Diff.          | Points |
| Pos.               | Cla.     | no | Pilote            | Copilote               | Équipe                      | Voiture               | Temps             | Diff.          | Points |
| ------------------ | -------- | -- | ----------------- | ---------------------- | --------------------------- | --------------------- | ----------------- | -------------- | ------ |
| Classement général |          |    |                   |                        |                             |                       |                   |                |        |
| 1                  | 1        | 8  | Ott Tänak         | Martin Järveoja        | Toyota Gazoo Racing WRT     | Toyota Yaris WRC      | 3 h 43 min 28 s 9 | 0 s 0          | 27     |
| 2                  | 2        | 5  | Thierry Neuville  | Nicolas Gilsoul        | Hyundai Shell Mobis WRT     | Hyundai i20 Coupe WRC | 3 h 44 min 06 s 6 | +37 s 7        | 23     |
| 3                  | 3        | 6  | Dani Sordo        | Carlos del Barrio      | Hyundai Shell Mobis WRT     | Hyundai i20 Coupe WRC | 3 h 44 min 44 s 6 | +1 min 15 s 7  | 15     |
| 4                  | 4        | 1  | Sébastien Ogier   | Julien Ingrassia       | M-Sport Ford WRT            | Ford Fiesta WRC       | 3 h 45 min 27 s 5 | +1 min 58 s 6  | 16     |
| 5                  | 5        | 4  | Andreas Mikkelsen | Anders Jæger-Synnevaag | Hyundai Shell Mobis WRT     | Hyundai i20 Coupe WRC | 3 h 45 min 31 s 5 | +2 min 02 s 6  | 13     |
| 6                  | 6        | 2  | Elfyn Evans       | Daniel Barritt         | M-Sport Ford WRT            | Ford Fiesta WRC       | 3 h 46 min 35 s 2 | +3 min 06 s 3  | 8      |
| 7                  | 7        | 10 | Kris Meeke        | Paul Nagle             | Citroën Total Abu Dhabi WRT | Citroën C3 WRC        | 3 h 46 min 54 s 6 | +3 min 25 s 7  | 7      |
| 8                  | 8        | 9  | Esapekka Lappi    | Janne Ferm             | Toyota Gazoo Racing WRT     | Toyota Yaris WRC      | 3 h 48 min 01 s 5 | +4 min 32 s 6  | 4      |
| 9                  | 9        | 3  | Teemu Suninen     | Mikko Markkula         | M-Sport Ford WRT            | Ford Fiesta WRC       | 3 h 49 min 07 s 5 | +5 min 38 s 6  | 2      |
| 10                 | 10       | 31 | Pontus Tidemand   | Jonas Andersson        | Škoda Motorsport            | Škoda Fabia R5 (en)   | 3 h 55 min 44 s 7 | +12 min 15 s 8 | 1      |
| WRC-2              |          |    |                   |                        |                             |                       |                   |                |        |
| 10                 | 1        | 31 | Pontus Tidemand   | Jonas Andersson        | Škoda Motorsport            | Škoda Fabia R5 (en)   | 3 h 55 min 44 s 7 | 0 s 0          | 25     |
| 12                 | 2        | 32 | Gus Greensmith    | Craig Parry            | Gus Greensmith              | Ford Fiesta R5        | 4 h 03 min 23 s 8 | +7 min 39 s 1  | 18     |
| 15                 | 3        | 33 | Pedro Heller      | Pablo Almos            | Pedro Heller                | Ford Fiesta R5        | 4 h 04 min 47 s 6 | +9 min 02 s 9  | 15     |
| 16                 | 4        | 38 | Diego Domínguez   | Edgardo Galindo        | Diego Domínguez             | Hyundai i20 R5        | 4 h 11 min 34 s 3 | +15 min 49 s 6 | 12     |
| 18                 | 5        | 36 | Nil Solans        | Miquel Ibáñez          | Nil Solans                  | Ford Fiesta R5        | 4 h 33 min 28 s 6 | +37 min 43 s 9 | 10     |
| Source:            |          |    |                   |                        |                             |                       |                   |                |        |

### Spéciales chronométrées

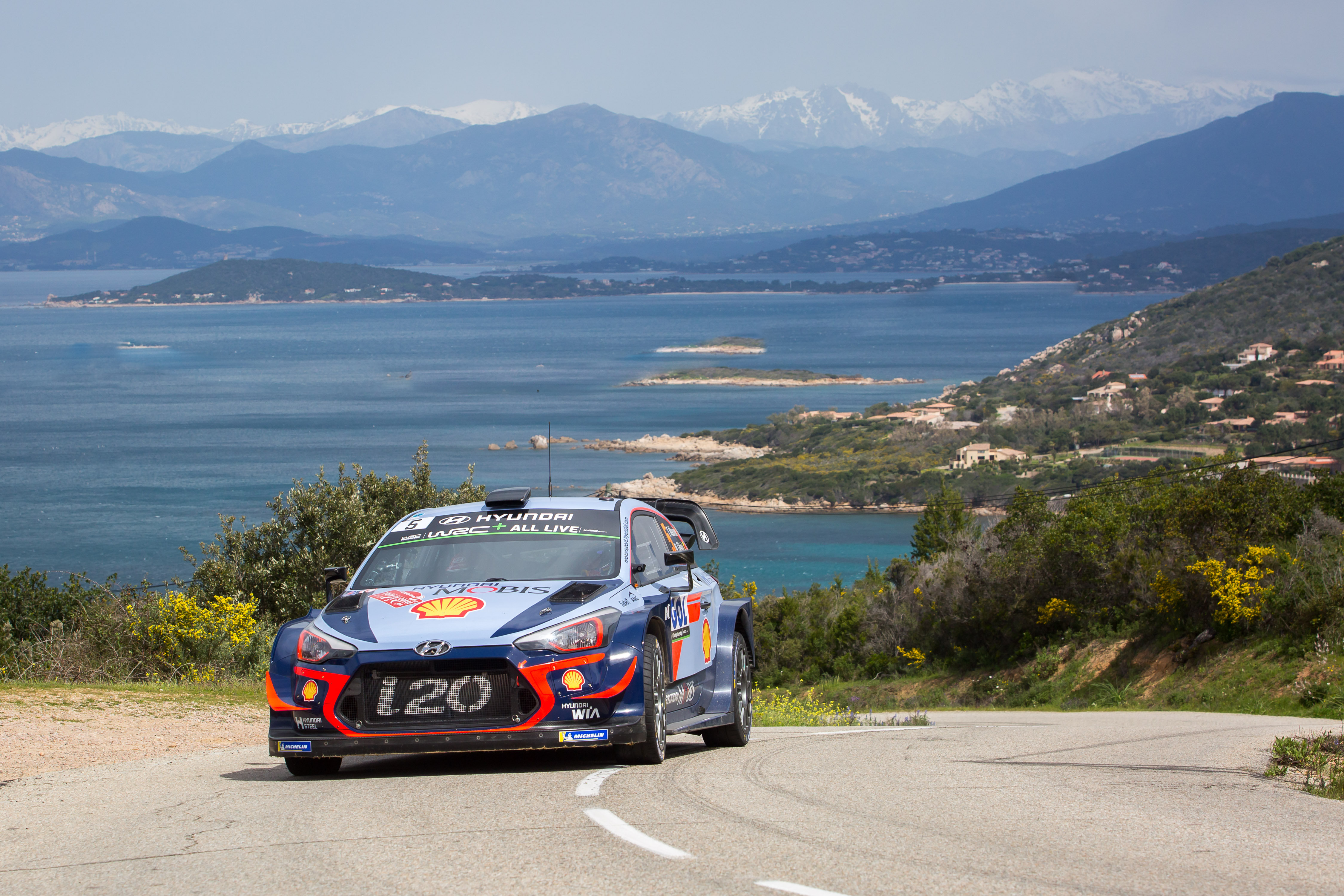
Thierry Neuville, ici durant la manche précédente, remporte quatre spéciales dont la super spéciale de fin de rallye.

| WRC      |          |                                  |          |                    |                       |               |                   |
| Jour     | Spéciale | Nom                              | Longueur | Vainqueur          | Voiture               | Temps         | Meneur            |
| 26 avril | —        | Villa Carlos Paz [Shakedown]     | 4,25 km  | Jari-Matti Latvala | Toyota Yaris WRC      | 2 min 31 s 5  | NC                |
| 26 avril | SS1      | SSS Villa Carlos Paz             | 1,90 km  | Thierry Neuville   | Hyundai i20 Coupe WRC | 1 min 54 s 4  | Thierry Neuville  |
| 27 avril | SS2      | Las Bajadas / Villa del Dique 1  | 16,65 km | Sébastien Ogier    | Ford Fiesta WRC       | 8 min 55 s 7  | Sébastien Ogier   |
| 27 avril | SS3      | Amboy / Yacanto 1                | 33,58 km | Ott Tänak          | Toyota Yaris WRC      | 19 min 19 s 9 | Andreas Mikkelsen |
| 27 avril | SS4      | Santa Rosa / San Agustín 1       | 23,85 km | Ott Tänak          | Toyota Yaris WRC      | 13 min 42 s 6 | Andreas Mikkelsen |
| 27 avril | SS5      | SSS Fernet Branca 1              | 6,04 km  | Dani Sordo         | Hyundai i20 Coupe WRC | 4 min 42 s 0  | Ott Tänak         |
| 27 avril | SS6      | Las Bajadas / Villa del Dique 2  | 16,65 km | Ott Tänak          | Toyota Yaris WRC      | 8 min 43 s 4  | Ott Tänak         |
| 27 avril | SS7      | Amboy / Yacanto 2                | 33,58 km | Ott Tänak          | Toyota Yaris WRC      | 19 min 18 s 7 | Ott Tänak         |
| 27 avril | SS8      | Santa Rosa - San Agustín 2       | 23,85 km | Ott Tänak          | Toyota Yaris WRC      | 13 min 35 s 0 | Ott Tänak         |
| 28 avril | SS9      | Tanti - Mataderos 1              | 13,92 km | Ott Tänak          | Toyota Yaris WRC      | 9 min 00 s 1  | Ott Tänak         |
| 28 avril | SS10     | Los Gigantes - Cuchilla Nevada 1 | 16,02 km | Ott Tänak          | Toyota Yaris WRC      | 8 min 16 s 7  | Ott Tänak         |
| 28 avril | SS11     | Cuchilla Nevada - Rio Pintos 1   | 40,48 km | Ott Tänak          | Toyota Yaris WRC      | 24 min 31 s 0 | Ott Tänak         |
| 28 avril | SS12     | SSS Fernet Branca 2              | 6,04 km  | Thierry Neuville   | Hyundai i20 Coupe WRC | 4 min 40 s 8  | Ott Tänak         |
| 28 avril | SS13     | Tanti - Mataderos 2              | 13,92 km | Ott Tänak          | Toyota Yaris WRC      | 8 min 59 s 9  | Ott Tänak         |
| 28 avril | SS14     | Los Gigantes - Cuchilla Nevada 2 | 16,02 km | Ott Tänak          | Toyota Yaris WRC      | 8 min 15 s 5  | Ott Tänak         |
| 28 avril | SS15     | Cuchilla Nevada - Rio Pintos 2   | 40,48 km | Dani Sordo         | Hyundai i20 Coupe WRC | 24 min 03 s 0 | Ott Tänak         |
| 29 avril | SS16     | Copina - El Cóndor               | 16,43 km | Andreas Mikkelsen  | Hyundai i20 Coupe WRC | 13 min 09 s 5 | Ott Tänak         |
| 29 avril | SS17     | Giulio Cesare - Mina Clavero     | 22,41 km | Thierry Neuville   | Hyundai i20 Coupe WRC | 18 min 31 s 3 | Ott Tänak         |
| 29 avril | SS18     | El Cóndor (Power Stage)          | 16,43 km | Thierry Neuville   | Hyundai i20 Coupe WRC | 13 min 00 s 8 | Ott Tänak         |
| WRC-2    |          |                                  |          |                    |                       |               |                   |
| 26 avril | —        | Villa Carlos Paz [Shakedown]     | 4,25 km  | Kalle Rovanperä    | Škoda Fabia R5 (en)   | 2 min 41 s 3  | NC                |
| 26 avril | SS1      | SSS Villa Carlos Paz             | 1,90 km  | Kalle Rovanperä    | Škoda Fabia R5 (en)   | 1 min 57 s 5  | Kalle Rovanperä   |
| 27 avril | SS2      | Las Bajadas / Villa del Dique 1  | 16,65 km | Pontus Tidemand    | Škoda Fabia R5 (en)   | 9 min 54 s 8  | Pontus Tidemand   |
| 27 avril | SS3      | Amboy / Yacanto 1                | 33,58 km | Kalle Rovanperä    | Škoda Fabia R5 (en)   | 20 min 42 s 9 | Pontus Tidemand   |
| 27 avril | SS4      | Santa Rosa / San Agustín 1       | 23,85 km | Kalle Rovanperä    | Škoda Fabia R5 (en)   | 14 min 29 s 1 | Pontus Tidemand   |
| 27 avril | SS5      | SSS Fernet Branca 1              | 6,04 km  | Kalle Rovanperä    | Škoda Fabia R5 (en)   | 4 min 46 s 8  | Pontus Tidemand   |
| 27 avril | SS6      | Las Bajadas / Villa del Dique 2  | 16,65 km | Pontus Tidemand    | Škoda Fabia R5 (en)   | 9 min 24 s 8  | Pontus Tidemand   |
| 27 avril | SS7      | Amboy / Yacanto 2                | 33,58 km | Kalle Rovanperä    | Škoda Fabia R5 (en)   | 20 min 29 s 1 | Pontus Tidemand   |
| 27 avril | SS8      | Santa Rosa - San Agustín 2       | 23,85 km | Pontus Tidemand    | Škoda Fabia R5 (en)   | 14 min 19 s 3 | Pontus Tidemand   |
| 28 avril | SS9      | Tanti - Mataderos 1              | 13,92 km | Kalle Rovanperä    | Škoda Fabia R5 (en)   | 9 min 25 s 1  | Pontus Tidemand   |
| 28 avril | SS10     | Los Gigantes - Cuchilla Nevada 1 | 16,02 km | Kalle Rovanperä    | Škoda Fabia R5 (en)   | 8 min 49 s 5  | Pontus Tidemand   |
| 28 avril | SS11     | Cuchilla Nevada - Rio Pintos 1   | 40,48 km | Kalle Rovanperä    | Škoda Fabia R5 (en)   | 26 min 09 s 5 | Kalle Rovanperä   |
| 28 avril | SS12     | SSS Fernet Branca 2              | 6,04 km  | Kalle Rovanperä    | Škoda Fabia R5 (en)   | 4 min 48 s 1  | Kalle Rovanperä   |
| 28 avril | SS13     | Tanti - Mataderos 2              | 13,92 km | Kalle Rovanperä    | Škoda Fabia R5 (en)   | 9 min 20 s 2  | Kalle Rovanperä   |
| 28 avril | SS14     | Los Gigantes - Cuchilla Nevada 2 | 16,02 km | Kalle Rovanperä    | Škoda Fabia R5 (en)   | 8 min 43 s 6  | Kalle Rovanperä   |
| 28 avril | SS15     | Cuchilla Nevada - Rio Pintos 2   | 40,48 km | Pontus Tidemand    | Škoda Fabia R5 (en)   | 25 min 20 s 0 | Kalle Rovanperä   |
| 29 avril | SS16     | Copina - El Cóndor               | 16,43 km | Pontus Tidemand    | Škoda Fabia R5 (en)   | 13 min 29 s 8 | Kalle Rovanperä   |
| 29 avril | SS17     | Giulio Cesare - Mina Clavero     | 22,41 km | Pontus Tidemand    | Škoda Fabia R5 (en)   | 18 min 45 s 6 | Pontus Tidemand   |
| 29 avril | SS18     | El Cóndor                        | 16,43 km | Pontus Tidemand    | Škoda Fabia R5 (en)   | 13 min 42 s 0 | Pontus Tidemand   |

### Super spéciale
La super spéciale est une spéciale de 16,43 km courue à la fin du rallye. Elle est remportée par Thierry Neuville.
| Pos. | Pilote            | Copilote               | Voiture               | Temps         | Diff.  | Pts. |
| ---- | ----------------- | ---------------------- | --------------------- | ------------- | ------ | ---- |
| 1    | Thierry Neuville  | Nicolas Gilsoul        | Hyundai i20 Coupe WRC | 13 min 00 s 8 | 0 s 0  | 5    |
| 2    | Sébastien Ogier   | Julien Ingrassia       | Ford Fiesta WRC       | 13 min 01 s 3 | +0 s 5 | 4    |
| 3    | Andreas Mikkelsen | Anders Jæger-Synnevaag | Hyundai i20 Coupe WRC | 13 min 01 s 5 | +0 s 7 | 3    |
| 4    | Ott Tänak         | Martin Järveoja        | Toyota Yaris WRC      | 13 min 04 s 0 | +3 s 2 | 2    |
| 5    | Kris Meeke        | Paul Nagle             | Citroën C3 WRC        | 13 min 04 s 5 | +3 s 7 | 1    |

## Classements aux championnats après l'épreuve
| WRC   |      |                   |        |
|       | Pos. | Pilote            | Points |
|       | 1    | Sébastien Ogier   | 100    |
|       | 2    | Thierry Neuville  | 90     |
|       | 3    | Ott Tänak         | 72     |
|       | 4    | Andreas Mikkelsen | 54     |
| 3     | 5    | Dani Sordo        | 45     |
| WRC-2 |      |                   |        |
|       | Pos. | Pilote            | Points |
| 1     | 1    | Pontus Tidemand   | 68     |
| 1     | 2    | Jan Kopecký       | 50     |
| 3     | 3    | Gus Greensmith    | 36     |
| 6     | 4    | Pedro Heller      | 30     |
| 2     | 5    | Takamoto Katsuta  | 29     |

| WRC   |      |                        |        |
|       | Pos. | Copilote               | Points |
|       | 1    | Julien Ingrassia       | 100    |
|       | 2    | Nicolas Gilsoul        | 90     |
|       | 3    | Martin Järveoja        | 72     |
|       | 4    | Anders Jæger-Synnevaag | 54     |
| 3     | 5    | Carlos del Barrio      | 45     |
| WRC-2 |      |                        |        |
|       | Pos. | Copilote               | Points |
| 1     | 1    | Jonas Andersson        | 68     |
| 1     | 2    | Pavel Dresler          | 50     |
| 3     | 3    | Craig Parry            | 36     |
| 6     | 4    | Pablo Olmos            | 30     |
| 2     | 5    | Marko Salminen         | 29     |

| WRC   |      |                             |        |
|       | Pos. | Équipe                      | Points |
|       | 1    | Hyundai Shell Mobis WRT     | 144    |
|       | 2    | M-Sport Ford WRT            | 129    |
|       | 3    | Toyota Gazoo Racing WRT     | 124    |
|       | 4    | Citroën Total Abu Dhabi WRT | 93     |
| WRC-2 |      |                             |        |
|       | Pos. | Équipe                      | Points |
| 1     | 1    | Škoda Motorsport            | 68     |
| 1     | 2    | Škoda Motorsport II         | 50     |
|       | 3    | Tommi Mäkinen Racing        | 35     |
|       | 4    | Hyundai Motorsport          | 30     |
|       | 5    | Printsport                  | 25     |